# Sinagoga (Cabo Verde)
Sinagoga é uma aldeia do município da Ribeira Grande no norte da ilha de Santo Antão, em Cabo Verde. Localiza-se de rodovìa de Ribeira Grande e Paul e Porto Novo via Ponta de Tumbo.
O nome da aldeia é um reflexo da instalação de colonos judaicos nesta ilha no século XVIII. Na vila de Ponta do Sol pode ver-se igualmente um cemitério judaico.
O Clube Desportivo Sinagoga e uma clube de futebol de aldeia e este de Ribeira Grande, jogar na competições de Associação Regional de Futebol de Santo Antão Norte (ARFSAN).

## Climático
| Dados climáticos para Sinagoga, 20–40 metros de elevação | Dados climáticos para Sinagoga, 20–40 metros de elevação | Dados climáticos para Sinagoga, 20–40 metros de elevação | Dados climáticos para Sinagoga, 20–40 metros de elevação | Dados climáticos para Sinagoga, 20–40 metros de elevação | Dados climáticos para Sinagoga, 20–40 metros de elevação | Dados climáticos para Sinagoga, 20–40 metros de elevação | Dados climáticos para Sinagoga, 20–40 metros de elevação | Dados climáticos para Sinagoga, 20–40 metros de elevação | Dados climáticos para Sinagoga, 20–40 metros de elevação | Dados climáticos para Sinagoga, 20–40 metros de elevação | Dados climáticos para Sinagoga, 20–40 metros de elevação | Dados climáticos para Sinagoga, 20–40 metros de elevação | Dados climáticos para Sinagoga, 20–40 metros de elevação |
| Mês                                                      | Jan                                                      | Fev                                                      | Mar                                                      | Abr                                                      | Mai                                                      | Jun                                                      | Jul                                                      | Ago                                                      | Set                                                      | Out                                                      | Nov                                                      | Dez                                                      | Ano                                                      |
| -------------------------------------------------------- | -------------------------------------------------------- | -------------------------------------------------------- | -------------------------------------------------------- | -------------------------------------------------------- | -------------------------------------------------------- | -------------------------------------------------------- | -------------------------------------------------------- | -------------------------------------------------------- | -------------------------------------------------------- | -------------------------------------------------------- | -------------------------------------------------------- | -------------------------------------------------------- | -------------------------------------------------------- |
| Média alta °C (°F)                                       | 23.3 (73.9)                                              | 23.1 (73.6)                                              | 23.6 (74.5)                                              | 24.1 (75.4)                                              | 24.9 (76.8)                                              | 25.6 (78.1)                                              | 26.4 (79.5)                                              | 27.4 (81.3)                                              | 27.6 (81.7)                                              | 27.4 (81.3)                                              | 26.4 (79.5)                                              | 24.3 (75.7)                                              | 25.3 (77.5)                                              |
| Média diária °C (°F)                                     | 21.4 (70.5)                                              | 21.2 (70.2)                                              | 21.5 (70.7)                                              | 21.9 (71.4)                                              | 22.7 (72.9)                                              | 23.6 (74.5)                                              | 24.3 (75.7)                                              | 25.4 (77.7)                                              | 25.8 (78.4)                                              | 25.5 (77.9)                                              | 24.4 (75.9)                                              | 22.6 (72.7)                                              | 23.4 (74.1)                                              |
| Média baixa °C (°F)                                      | 19.6 (67.3)                                              | 19.3 (66.7)                                              | 19.5 (67.1)                                              | 19.8 (67.6)                                              | 20.6 (69.1)                                              | 21.7 (71.1)                                              | 22.3 (72.1)                                              | 23.5 (74.3)                                              | 24.1 (75.4)                                              | 23.7 (74.7)                                              | 22.5 (72.5)                                              | 21.0 (69.8)                                              | 21.5 (70.7)                                              |
| Precipitação média mm (pol.)                             | 14 (0.55)                                                | 5 (0.2)                                                  | 1 (0.04)                                                 | 0 (0)                                                    | 0 (0)                                                    | 0 (0)                                                    | 11 (0.43)                                                | 44 (1.73)                                                | 128 (5.04)                                               | 44 (1.73)                                                | 26 (1.02)                                                | 18 (0.71)                                                | 291 (11.45)                                              |
| Fonte: Climate-Data.ORG                                  |                                                          |                                                          |                                                          |                                                          |                                                          |                                                          |                                                          |                                                          |                                                          |                                                          |                                                          |                                                          |                                                          |

## Referėncias
| O ilha de Santo Antão |
| --- |
| Vilas e aldeias Alto Mira \| Chã das Furnas \| Chã da Igreja \| Coculi \| Corvo \| Cruzinha \| Curral da Russa \| Eito \| Eito de Baixo \| Espongeiro \| Fontainhas \| Formiguinhas \| Janela \| Lomba dos Pombas \| Lomba de Santo \| Lourenço \| Monte Trigo \| Paul \| Passo \| Pombas \| Ponta do Sol \| Porto Novo \| Ribeira Alta \| Ribeira da Cruz \| Ribeira das Bras \| Ribeira Grande \| Sinagoga \| Tarrafal de Monte Trigo |
| Municípios Paul \| Porto Novo \| Ribeira Grande |
| Cabo Verde \| Barlavento \| Santo Antão |